# Marussia Motors
Marussia Motors (рус. Маруся Моторс) — российская автомобильная компания, анонсировавшая производство спортивных автомобилей под брендом Marussia.

## История
Компания была основана в 2007 году российским актёром, шоуменом, бывшим автогонщиком и музыкантом Николаем Фоменко совместно с его партнером Антоном Колесниковым и предпринимателем Ефимом Островским. Сконструировала и построила 44 прототипа спортивных автомобилей и выпустила четыре серийных автомобиля. Компания получила и потратила многомиллионные инвестиции, брала кредиты и проводила активную рекламную политику, главным образом для популяризации своего бренда. В качестве спонсора одной из команд Marussia успела поучаствовать в нескольких сезонах чемпионата Формула-1. В апреле 2014 года компания объявила о своём банкротстве, всё имущество было распродано.
В 2007 году Николай Фоменко создал компанию Marussia. В первый же год своего существования «Маруся» объявила о создании «мощного спортивного автомобиля». Через год фирма представила свой первый прототип автомобиля с одноименным названием Marussia, который позже стал разрабатываться в двух комплектациях B1 и B2. В мае 2010 года в Москве был представлен концепт кроссовера Marussia F2. Запуск модели автомобиля Marussia F2 на мировой рынок был запланирован на осень 2012 года.
Всего за время своего существования было собрано 5 серийных автомобилей и 44 прототипа разной степени готовности. Советник президента Российской автомобильной федерации (РАФ) Игорь Ермилин в интервью «Известиям» в апреле 2014 сообщил, что только три из них получили госрегистрацию, то есть имеют номера. По другим источникам, единичные экземпляры были просто розданы друзьям («привилегированным клиентам») и теперь их можно изредка увидеть на улицах Санкт-Петербурга. Хотя еще в июне 2011 Вести. RU со слов Николая Фоменко заявляли: «…заказов хватает, первые 700 машин уже заранее проданы».

## Название
Большинство источников и официальный сайт транслирует название как «Маруся» в то время как лично Фоменко акцентировал, что правильно звучит «Маруша» (mɑˈruːʃɑ).

## Модельный ряд

### Marussia В1 и В2
Первым анонсированным прототипом автомобиля компании стала спортивная модель Marussia B1, чуть позже было объявлено о закладке второго варианта — B2. Различие между моделями В1 и В2 только во внешнем дизайне формы кузова. Вначале было заявлено, что «суперкар» будет оснащен 240-сильным 3,5-литровым 6-цилиндровым V-образным двигателем Nissan VQ35, которым до этого уже оснащались серийные модели Nissan 350Z, Renault Vel Satis. Проектируемые динамические характеристики модели при наличии автоматической трансмиссии: разгон 0-100 км/ч за 5 с, макс. скорость 250 км/ч.
В дальнейшем решение о моторизации было переиграно в пользу британского производителя спортивных моторов Cosworth. Модели «суперкаров» должны были получить три варианта двигателя производства Cosworth: два турбированных V6-двигателя объемом 2,8 литра, с развиваемой мощностью в 360 и 420 л. с. Проектируемая максимальная скорость для модели с лёгким карбоновым кузовом — до 250 км/ч. Разгон 0—100 км/ч за 3,8 секунды (для варианта с двигателем 420 л. с.). Третий вариант двигателя — «воздушный» V-образный объемом 3,5 л. и мощностью 300 л.с (221 кВт).

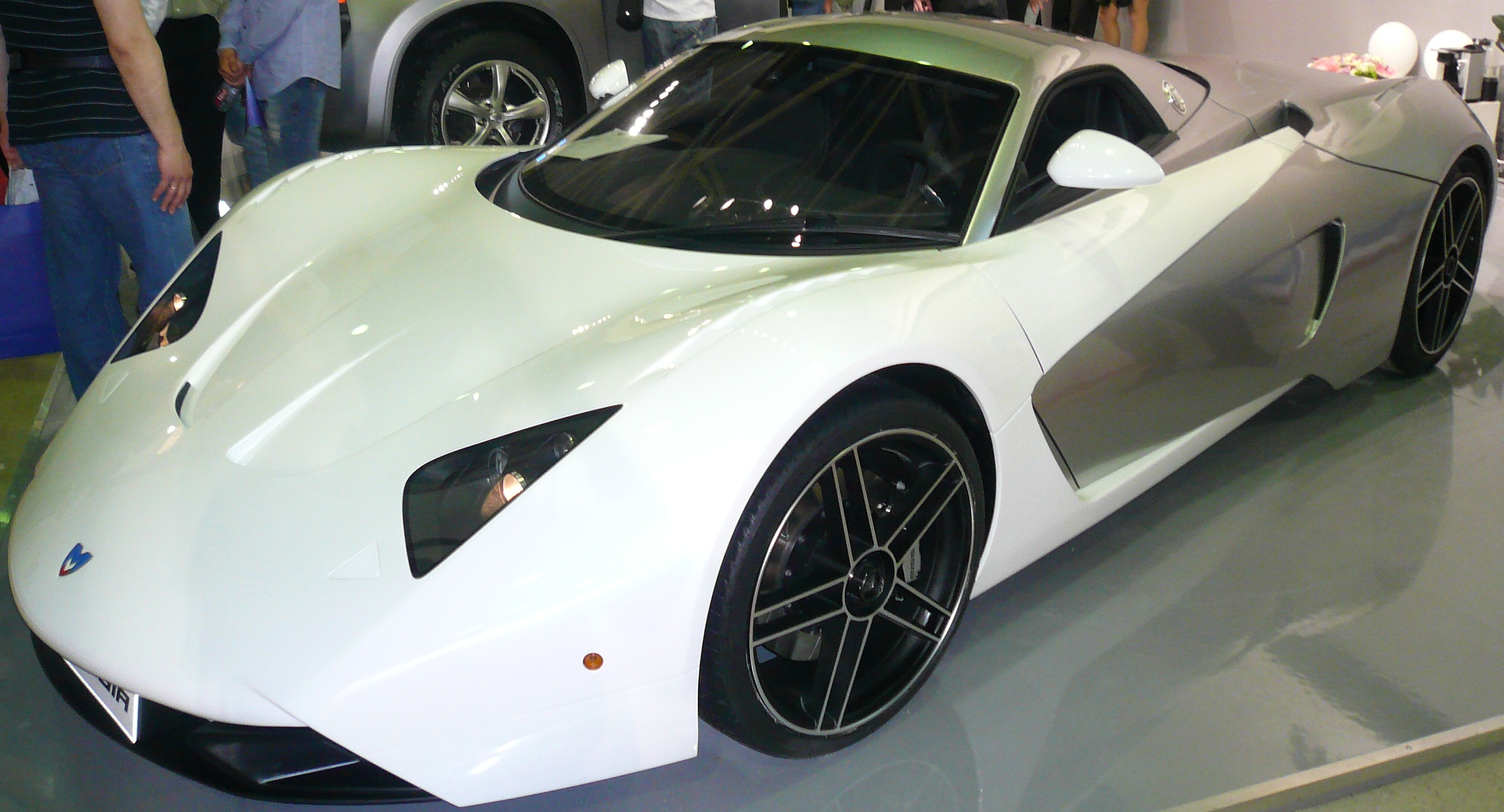
Marussia B1
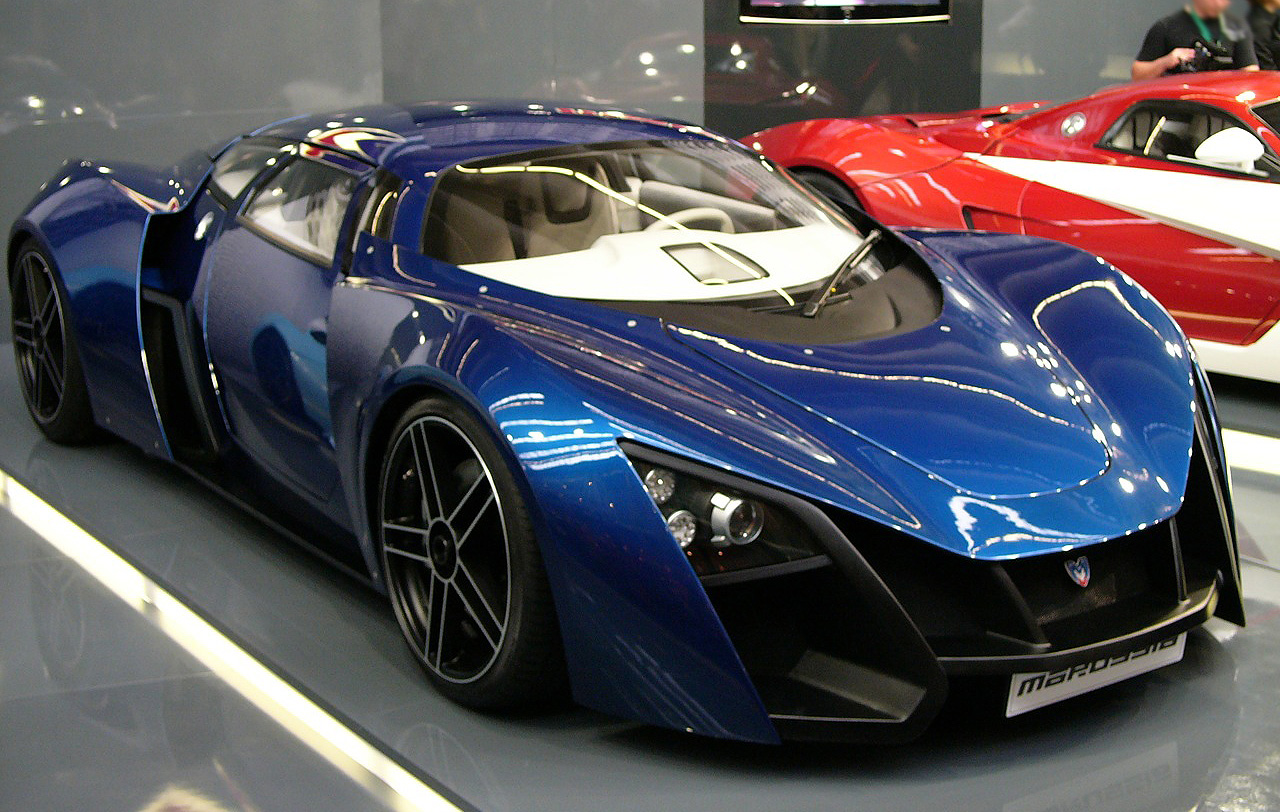
Marussia B2
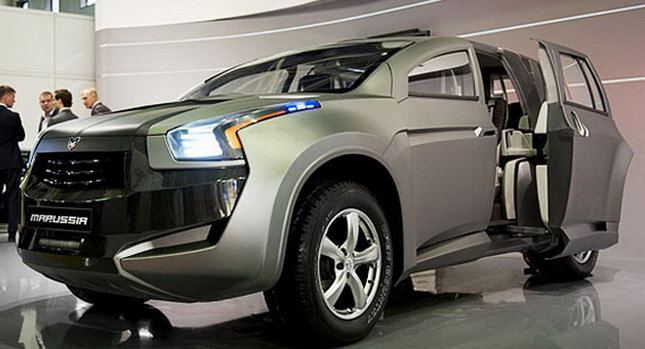
Marussia F2
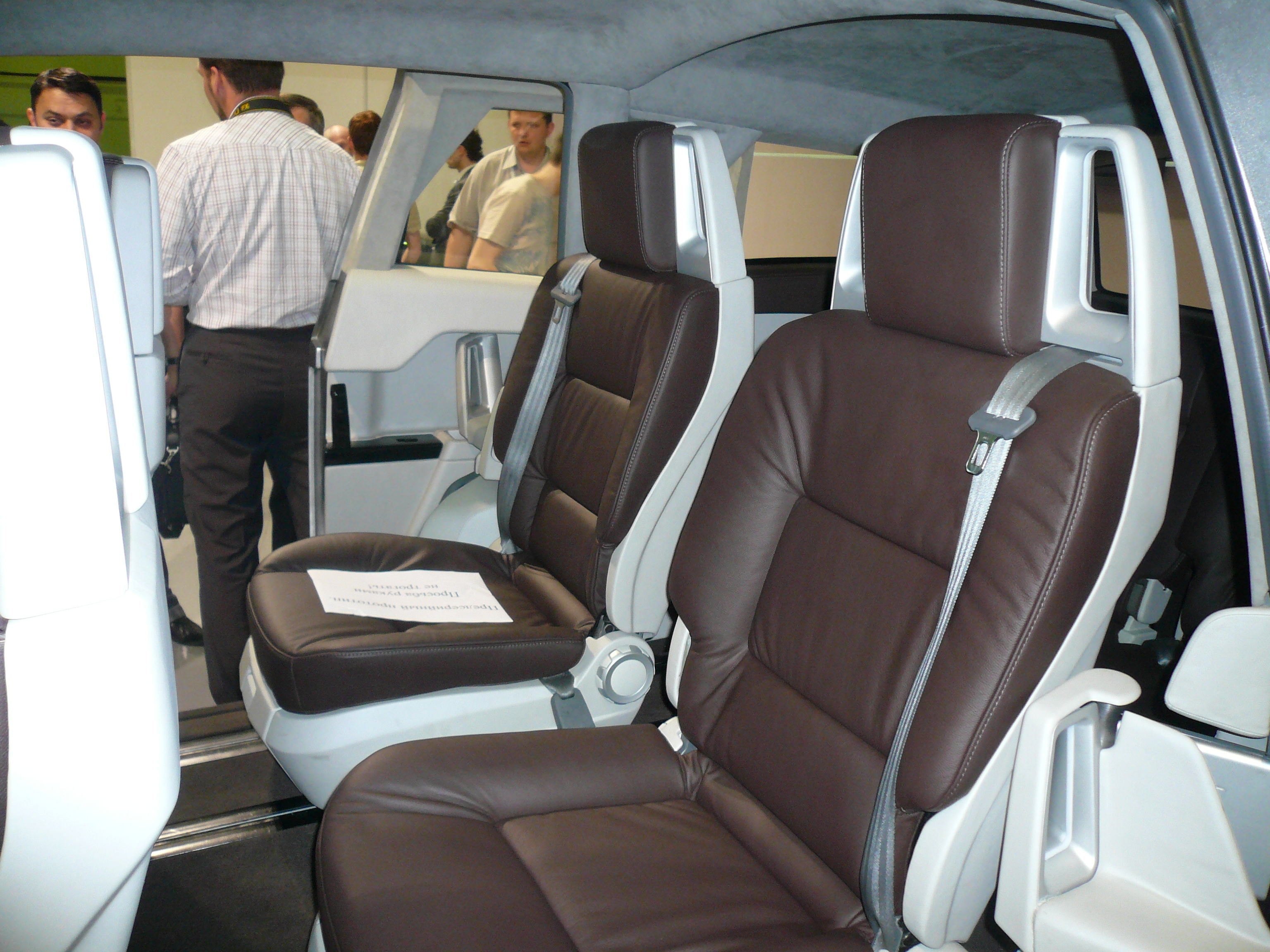
Marussia F2

### Проекты
Marussia F2 — существующий прототип, выпущенный в единственном экземпляре;
Marussia В3 — третий вариант кузова спортивного авто;
Marussia F1 — премиальный полноприводный внедорожник;
Marussia E-Car — гидромашина

#### Дляпроекта Кортеж
Marussia FB — многофункциональный вместительный внедорожник;
Marussia L1 — седан премиум класса;
Marussia L2 — второй вариант кузова седана премиум класса;
Marussia V1 — минивэн

## Другие проекты
- Заявлялось также желание разрабатывать электромобиль.
- Велись переговоры об участии в конкурсе проекта представительского люкс-лимузина для президента России (проект «Кортеж»)[6]. В качестве потенциальных разработчиков рассматривались: ЗиЛ, ГАЗ, КамАЗ, Sollers, ФГУП НАМИ и Marussia Motors. Срок начала производства лимузина — середина 2017. Тендер выиграл НАМИ, но позже к нему решением правительства присоединили Марусю Моторс.[7][8]

Однако все эти заявления, проекты и пожелания остались нереализованными на практике.
27 мая 2019 года между университетом НГТУ НЭТИ и новосибирским конструкторским бюро «Спектр» было подписано соглашение о начале работ над электромобилем на базе спорткара Marussia.

## Отношение к Формуле-1
Бренд «Marussia» появился в Формуле-1 в декабре 2009. С начала сезона 2010 года Marussia Motors стала официальным спонсором команды Virgin Racing. В конце этого же сезона в ноябре 2010 года, на пресс-конференции в преддверии Гран-при Абу-Даби 2010 года, было объявлено о покупке Марусей Моторс основного пакета акций Virgin Racing. Новая команда получила смешанное имя Marussia Virgin Racing. В начале 2011 года стало известно о назначении Николая Фоменко главой инженерного подразделения Marussia Virgin Racing. Сезон 2011 года команда провела под именем Marussia Virgin Racing и не набрала ни одного очка.
С сезона 2012 года команда стала называться Marussia F1 Team. С формулировкой «чтобы курировать деятельность команды в Формуле-1» компания в том же году открыла своё представительство в Монако.
Однако её новая машина Marussia MR-01 не смогла пройти серию обязательных краш-тестов, которая должна быть пройдена перед началом предсезонных испытательных заездов. Поэтому, согласно регламенту сезона-2012, она не смогла принять участие в заключительных предсезонных тестовых заездах в Барселоне. К концу сезона команда, получив 0 очков, заняла предпоследнее 11-е место в кубке конструкторов. В следующем сезоне 2013 года она опять с нулём очков заняла снова предпоследнее теперь уже 10-е место.
7 ноября 2014 года Marussia F1 Team объявила о банкротстве — прекращении операционной деятельности и увольнении всех сотрудников. Причиной ликвидации команды официально были названы финансовые проблемы.
Согласно заявлению постфактум советника президента Российской автомобильной федерации Игоря Ермилина от апреля 2014, команда Marussia F1 Team никогда не имела отношения к российскому производителю Marussia Motors.
Между компанией Marussia Motors и командой Marussia нет никакой связи, - заявил Ермилин в интервью ИТАР-ТАСС. - Реальный владелец команды Формула-1 - Андрей Чеглаков, а не сама Marussia Motors. Использование бренда компании на начальном этапе - это маркетинговый момент, когда проект дорожных автомобилей только зарождался. Детали этой сделки особо не раскрывались, и СМИ дальше сами догадывались, придумывали и раскручивали эту историю, и никто им в этом особенно не мешал.
Николай Фоменко имел отношение к команде «только первый год и достаточно формальное». В действительности был директором инженерного департамента. С конца 2012 года он, согласно Ермилину, «уже там не появлялся и занимался производством дорожных автомобилей».

## Закрытие проекта
8 апреля 2014 года СМИ сообщили о закрытии проекта Marussia Motors. Прекратилась работа над всеми проектами. По некоторой информации, Marussia Motors на протяжении около полугода не платила сотрудникам в связи с финансовыми проблемами. Часть сотрудников перешла на работу в Центральный научно-исследовательский автомобильный и автомоторный институт (НАМИ). По другой версии, сотрудники были переведены в НАМИ в связи с тем, что Marussia Motors сворачивала свою деятельность.

## Дальнейшая судьба
Стали известны только несколько машин товарного вида, а остальные после банкротства «Маруси» существовали в основном в виде компонентов и недоукомплектованных шасси с кузовом. Новосибирская компания VIP-Service, которая занимаются тюнингом автомобилей, выкупила 6 оставшихся машин Marussia в разном состоянии и собирается их восстановить, передают «НГС.Новости». Машины достались компании VIP-Service за 10 миллионов рублей.
«Два автомобиля мы привезли на полном ходу, это модели B1 и B2. Ещё один кабриолет B1 требует доработок, прототип модели B3 — он только в каркасе, без агрегатов. И внедорожник F2 на ходу, но требует серьёзного ремонта. Все эти машины в течение двух лет просто стояли в гараже, они примерно 2013—2014 годов выпуска. Их надо привести в порядок — после плохого отношения автомобили требуют к себе внимания. Все интерьеры будут созданы заново, кузова планируем перекрашивать», — пояснил изданию руководитель VIP-Service Александр Сердцев.
Выкупленные экземпляры «Маруси» не имеют права передвигаться по дорогам общего пользования, поскольку являются лишь прототипами или заготовками для суперкаров. Новосибирское тюнинг-ателье собирается полностью восстановить эти экземпляры и получить в НАМИ сертификат соответствия транспортного средства. На реанимацию каждого суперкара, по словам предпринимателя, уйдет около 6-7 месяцев.
Самое интересное, что компания в дальнейшем намерена выкупить права на использование торговой марки и бренда Marussia, чтобы наладить выпуск автомобилей под этим брендом в Сибири. Руководитель VIP-Service сообщил, что некий иностранный инвестор уже готов вложить деньги в этот проект для организации совместного производства «Марусь» в Новосибирске и Италии.
Одна из «Марусь» является экспонатом Музейного комплекса УГМК (Свердловская область, г. Верхняя Пышма).

## В игровой индустрии
Модель Marussia B2 появилась в гоночных видеоиграх Need for Speed World, Need for Speed: Most Wanted (2012), Need for Speed Rivals, Driveclub, Asphalt 7: Heat, Asphalt 8: Airborne и TopSpeed: Drag & Fast Racing (как Tempest GT). Машины команды Marussia F1 имеются в играх F1 2012, F1 2013, F1 2014 и F1 2015.